# Burbach, Bas-Rhin
Burbach là một xã thuộc tỉnh Bas-Rhin trong vùng Grand Est đông bắc Pháp.